# The Sun Ain't Gonna Shine (Anymore)
The Sun Ain't Gonna Shine (Anymore) è un brano musicale scritto da Bob Crewe e Bob Gaudio. 
La versione originale del brano è stata interpretata dal cantante statunitense Frankie Valli e pubblicata nel 1965.

## Versione dei Walker Brothers
Nel febbraio 1966 il gruppo musicale statunitense The Walker Brothers ha rifatto la canzone, pubblicandola come singolo con il titolo The Sun Ain't Gonna Shine Anymore nell'omonimo album in studio (1966).

### Tracce
1. The Sun Ain't Gonna Shine Anymore – 3:17 (Bob Crewe, Bob Gaudio)
2. After the Lights Go Out – 4:01 (John Stewart)

### Classifiche
| Classifica (1966) | Posizione raggiunta |
| ----------------- | ------------------- |
| Regno Unito       | 1                   |
| Stati Uniti       | 13                  |

## Versione di Cher
Nell'estate 1996 la cantante statunitense Cher ha pubblicato il brano come quarto singolo ufficiale europeo estratto dall'album di cover It's a Man's World. Anche in questo caso il titolo è stato The Sun Ain't Gonna Shine Anymore.

### Tracce
- Cassetta (UK)

1. The Sun Ain't Gonna Shine Anymore (Trevor Horn Remix) – 4:02
2. Not Enough Love in the World (Sam Ward Remix) – 4:21

- CD (UK)

1. The Sun Ain't Gonna Shine Anymore (Trevor Horn Remix) – 4:02
2. Not Enough Love in the World (Sam Ward Remix) – 4:21
3. Paradise Is Here (Album Version) – 5:04

- 12" (UK)

1. The Sun Ain't Gonna Shine Anymore (Alternative Mix) – 4:02
2. Not Enough Love in the World (Sam Ward Remix) – 4:21
3. Paradise Is Here (Sam Ward US Mix) – 4:40

## Altre versioni
- Nel 1966 Richard Anthony ne ha inciso una versione in francese dal titolo Le soleil ne brille plus
- Nel 1966 Caterina Caselli ne ha realizzato una versione in lingua italiana per il proprio album Diamoci del tu, dal titolo Il sole non tramonterà
- Nel 1979 I Camaleonti ne ha realizzato una cover in italiano per il loro album ...e camminiamo, dal titolo di Tu sei.
- Nel 1979, nell'album September Morn di Neil Diamond, è presente la sua versione del brano.
- Nel 1981 il duo statunitense Nielsen Pearson ha pubblicato il brano, inserendolo nel successivo album Blind Luck (1983).
- Nel 1988 il cantante australiano Russell Hitchcock, membro del gruppo Air Supply, ha pubblicato il brano nel suo album d'esordio da solista Russell Hitchcock.
- Nel 1996 Roland Kaiser ne ha inciso una versione.
- Nel 2005 il brano è stato interpretato dai Keane. Si trattava di un progetto di beneficenza legato all'organizzazione War Child.
- Nel 2012 Ritchie ne ha inciso una versione, presente nel suo album 60.
- Nel 2022 Bruce Springsteen ha registrato il brano per il suo album Only the Strong Survive.